# Sobarocephala picta
Sobarocephala picta är en tvåvingeart som beskrevs av Willi Hennig 1938. Sobarocephala picta ingår i släktet Sobarocephala och familjen träflugor.
Artens utbredningsområde är Paraguay. Inga underarter finns listade i Catalogue of Life.